# Kung Markatta (varumärke)
För andra betydelser, se Kung Markatta.
Kung Markatta är ett varumärke för ekologiska livsmedel som sedan 2016 tillhör Midsona Sverige AB, en del av Midsona-koncernen.
Kung Markatta var pionjärer inom ekologiskt och har sedan 1983 arbetat med hållbara ekologiska livsmedel.
Kung Markatta var tidigare ett självständigt aktiebolag, men det upplöstes 2017 genom fusion med Midsona Sverige AB.